# Łobżany
Łobżany (phát âm: [wɔbˈʐanɨ], tiếng Đức: Labes A und D, Labes Tivoli) là một ngôi làng thuộc khu hành chính của Gmina obez, thuộc quận Łobez, West Pomeranian Voivodeship, ở phía tây bắc Ba Lan. Nó nằm khoảng 8 kilômét (5 mi) phía bắc obez và 76 km (47 mi) về phía đông bắc của thủ đô khu vực Szczecin. Ngôi làng nằm cách đường Voivodeship số một km. 148. Łobżany cũng có thể được truy cập thông qua đường dẫn trường được kết nối với Phố Przemysłowa ở Łobez.
Trước năm 1945, khu vực này là một phần của Đức. Đối với lịch sử của khu vực, xem Lịch sử của Pomerania. Giữa năm 1975 và 1998, ngôi làng là một phần của Szczecin Voivodeship. Làng có dân số 80 người. 

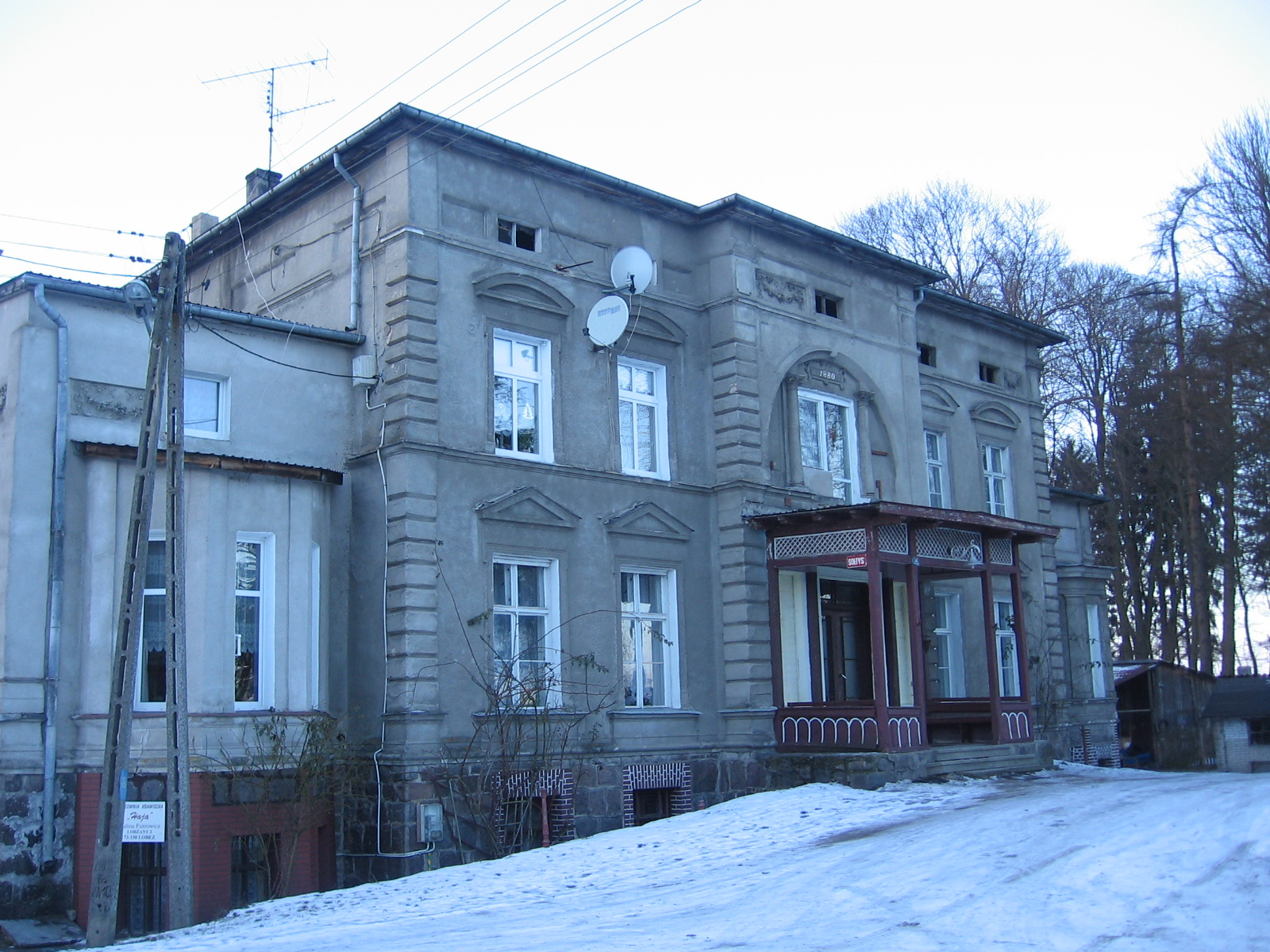
Ngôi nhà trang viên ở Łobżany.

Łobżany là một hậu manor trại làng mà ra đời như một hậu duệ của hai trang trại ấp mà đại lý đất đai là những von Borcke gia đình. Nguồn gốc của tên làng cho thấy rằng ngôi làng có liên quan chặt chẽ với Łobez trong quá khứ. Chủ sở hữu cuối cùng của khu nhà cho đến năm 1945 là Martha von Borcke.
Có một ngôi nhà trang viên năm 1880 ở Łobżany với một số đặc điểm của kiến trúc phục hưng, được xây dựng bởi Louis von Borcke. Đó là một tòa nhà hai tầng với lối vào hiên bằng gỗ. Thang máy nhà bếp ban đầu trong được bảo quản. Tòa nhà được giới hạn với một mái bằng, kết hợp các gian hàng thấp hơn với các cửa sổ bay ở mỗi bên. Toàn bộ tòa nhà được phủ một khuôn hình vòm trang trí với các thiết kế hoa quả và hoa.
Trước nhà trang viên là một công viên trong đó yews, được coi là một di tích tự nhiên, được trồng. Ngoài ra còn có một công viên gần đó với cao larches. Łobżany có một túp lều hoang và một phòng trong làng. Toàn bộ khu phức hợp được bao quanh ở phía bắc bởi các ao, giữa đó trồng những cây sồi già. Ngoài ra còn có một con đường xe đạp trong lãnh thổ của Łobżany.